# Themi (Fluss)
Der Themi ist ein Fluss im Norden Tansanias in der Region Arusha und Manyara. Er entspringt am Westhang des Mount Meru und mündet in den Shambarai-Sumpf.